# Borovskoj (ort)
Borovskoj (kazakiska: Borovskoy, ryska: Боровской) är en ort i Kazakstan.   Den ligger i oblystet Qostanaj, i den norra delen av landet, 600 km nordväst om huvudstaden Astana. Borovskoj ligger 176 meter över havet och antalet invånare är 9 659.
Terrängen runt Borovskoj är mycket platt. Runt Borovskoj är det mycket glesbefolkat, med 6 invånare per kvadratkilometer. Det finns inga andra samhällen i närheten. Trakten runt Borovskoj består till största delen av jordbruksmark.